# Mala Paukova
Mala Paukova falu Horvátországban, Sziszek-Monoszló megyében. Közigazgatásilag Sunjához tartozik.

## Fekvése
Sziszek városától légvonalban 17, közúton 28 km-re délkeletre, községközpontjától  légvonalban 7, közúton 8 km-re nyugatra, a sziszeki Szávamentén, Drljača és Mala Gradusa között, a Gradusa-patak mentén fekszik.

## Története
A térség török alóli felszabadítása után, a 18. század elején pravoszláv lakossággal betelepített falvak közé tartozik. A falu 1773-ban az első katonai felmérés térképén „Dorf Paukova Mala” néven szerepel. A településnek 1857-ben 128, 1910-ben 310 lakosa volt. Zágráb vármegye Petrinyai járásához tartozott.
A délszláv háború előtt csaknem teljes lakossága (95%) szerb nemzetiségű volt. 1991. június 25-én a független Horvátország része lett. A délszláv háború idején szerb lakossága a JNA erőihez csatlakozott. A Krajinai Szerb Köztársasághoz tartozott. A falut 1995. augusztus 5-én a Vihar hadművelettel foglalta vissza a horvát hadsereg. A szerb lakosság nagy része elmenekült. A településnek 2011-ben 39 lakosa volt.

## Népesség
| Lakosság változása | Lakosság változása | Lakosság változása | Lakosság változása | Lakosság változása | Lakosság változása | Lakosság változása | Lakosság változása | Lakosság változása | Lakosság változása | Lakosság változása | Lakosság változása | Lakosság változása | Lakosság változása | Lakosság változása | Lakosság változása |
| ------------------ | ------------------ | ------------------ | ------------------ | ------------------ | ------------------ | ------------------ | ------------------ | ------------------ | ------------------ | ------------------ | ------------------ | ------------------ | ------------------ | ------------------ | ------------------ |
| 1857               | 1869               | 1880               | 1890               | 1900               | 1910               | 1921               | 1931               | 1948               | 1953               | 1961               | 1971               | 1981               | 1991               | 2001               | 2011               |
| 128                | 209                | 215                | 265                | 304                | 310                | 250                | 308                | 242                | 231                | 243                | 202                | 187                | 168                | 69                 | 39                 |